# Isabel de Brunswick-Wolfenbüttel (1567-1618)
Isabel de Brunswick-Wolfenbüttel (23 de febrero de 1567 en el Castillo de Hessen en Hessen - 24 de octubre de 1618 en Otterndorf) fue una noble alemana. Fue princesa de Brunswick-Wolfenbüttel por nacimiento y por su primer matrimonio condesa de Holstein-Schauenburg y después por su segundo matrimonio duquesa de Brunswick-Harburg.

## Biografía
Isabel era hija del Duque Julio de Brunswick-Wolfenbüttel (1528-1589) de su matrimonio con Eduviges (1540-1602), hija del Elector Joaquín II de Brandeburgo.
En 1568, la Abadía de Gandersheim se hizo protestante, bajo la presión de Julio, Sin embargo, la abadesa Margarita de Chlum permaneció católica. Julio intentó que Isabel fuera elegida en su lugar. Sin embargo, el capítulo de la Abadía lo rechazó. En 1582, Julio abandonó este plan y empezó a buscar alrededor un marido adecuado para Isabel.
Isabel se casó por primera vez el 6 de mayo de 1583 en Wolfenbütel con el Conde Adolfo XIV de Holstein-Schauenburg (1547-1601), hijo de Otón IV de Schaumburg.
Tras la muerte de Adolfo, volvió a casarse el 28 de octubre de 1604 en el Castillo de Harburg con el Duque Cristóbal de Brunswick-Harburg (1570-1606). Él murió dos años más tarde, después de una caída en el Castillo de Harburg.
Entre 1609 y 1617, Isabel vivió en Bremen, a expensas de la ciudad de Harburg. En 1617, retornó a Harburg. Murió posteriormente ese mismo año, en Otterndorf. Fue enterrada en Harburg, Hamburgo, junto a su segundo marido.

## Hijos
De su primer matrimonio tuvo un hijo:
- Julio (1585-1601)

Su segundo matrimonio no produjo hijos.